# Newark Parish Church

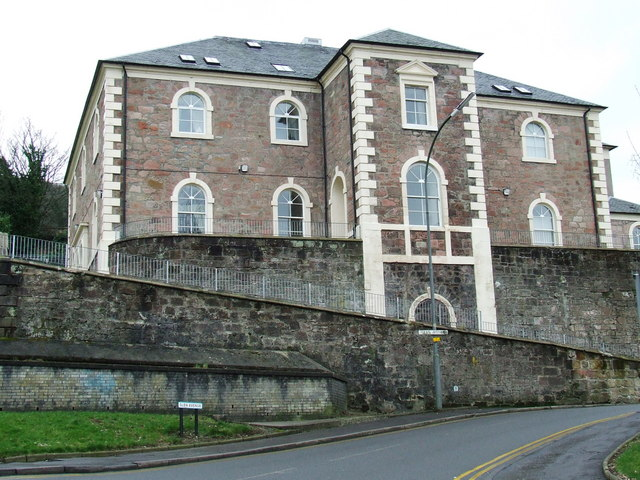
Newark Parish Church

Die Newark Parish Church ist ein Kirchengebäude in der schottischen Stadt Port Glasgow in Inverclyde. 1971 wurde das Bauwerk in die schottischen Denkmallisten in der Kategorie B aufgenommen. Sie war ehemals Pfarrkirche des Parishs Newark, dient heute jedoch keinem religiösen Zwecke mehr.

## Beschreibung
Das längliche Gebäude liegt auf einer Anhöhe oberhalb der Glen Avenue an deren Einmündung in die Balfour Street im Westen von Port Glasgow. Sie stammt aus dem Jahr 1774 und ist damit der älteste noch bestehende Kirchenbau der Stadt. Das zweistöckige, symmetrische Gebäude ist schlicht und nüchtern gehalten. Das Mauerwerk besteht aus behauenem Bruchstein. An der nordexponierten Frontseite tritt der Eingangsbereich hervor. Die Rundbogenfenster sind auf fünf vertikalen Achsen angeordnet. Die Errichtung eines Glockenturms war zwar lange Zeit geplant, wurde jedoch nie umgesetzt. Zwischen 1920 und 1922 wurde der Innenraum umgestaltet. In der rechteckigen Apsis wurde die Orgel installiert und der Altarbereich verlegt und modernisiert. Ausführender Architekt war Mervyn Noad aus Glasgow. Die ehemaligen Glas- und Holzarbeiten von Archibald Dawson und Charles Baily wurden zwischenzeitlich entfernt. An der Südseite schließt sich ein moderner Anbau aus Backstein an. Nach der Fusion zweier Kirchengemeinde wurde das Gebäude obsolet und steht seitdem leer. Der Innenausbau wurde weitgehend entfernt.